# Genmai-cha

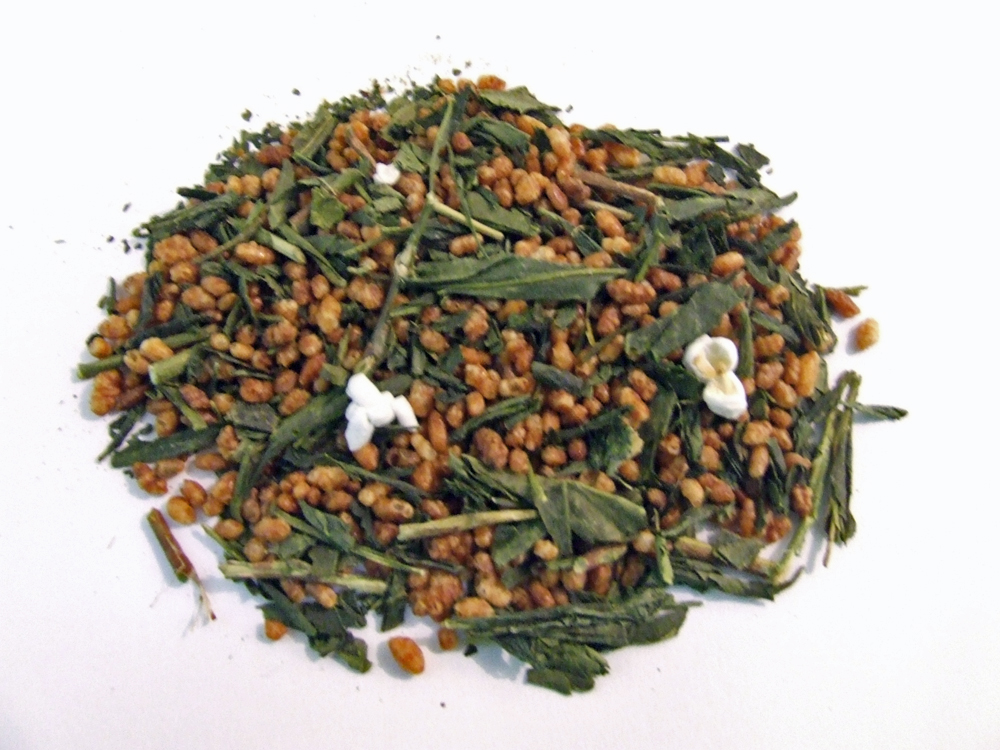

Genmai-cha is een Japanse theesoort die een mengsel is van gedroogde en ongemalen groene theebladeren ('Sencha') en geroosterde ongepolijste rijst.
Deze thee is vooral zeer populair in Japan. Dankzij de geroosterde en gepofte rijstkorrels lijkt de smaak van Genmai-cha op de smaak van popcorn. De thee bevat vitamine B1 en bijzonder weinig cafeïne.